# Camélas
Camélas település Franciaországban, Pyrénées-Orientales megyében. Lakosainak száma 463 fő (2022. január 1.). Camélas Corbère-les-Cabanes, Millas, Saint-Féliu-d’Amont, Castelnou, Caixas és Corbère községekkel határos.

## Földrajz

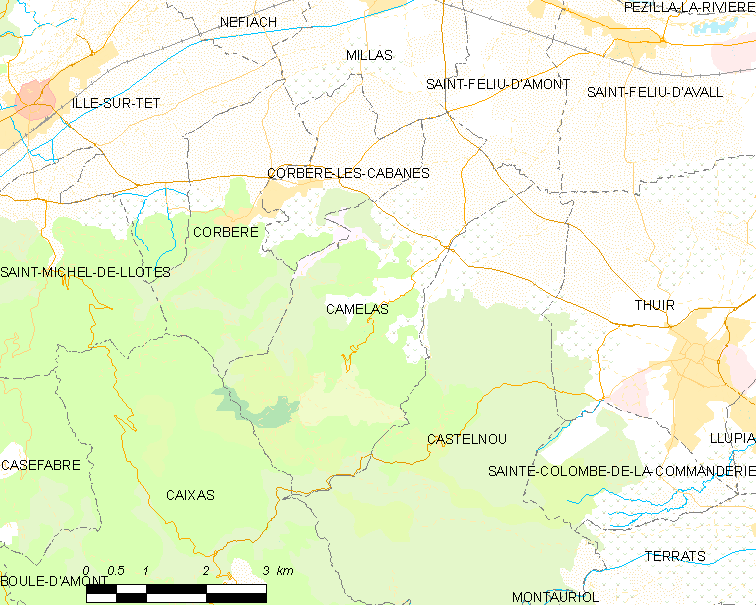
Camélas és környéke

## Népesség
A település népességének változása:
| Lakosok száma | 428  | 450  | 461  | 464  | 462  | 460  | 459  | 457  | 463  |
|               | 2013 | 2015 | 2016 | 2017 | 2018 | 2019 | 2020 | 2021 | 2022 |